# Agdistis eberti
Agdistis eberti là một loài bướm đêm thuộc họ Pterophoridae. Nó được tìm thấy ở Nam Phi.